# Wayne Miller
Wayne Forest Miller (Chicago, 19 settembre 1918 – Orinda, 22 maggio 2013) è stato un fotografo statunitense, noto per la sua serie di fotografie The Way of Life of the Northern Negro. Attivo come fotografo dal 1942 al 1975, ha collaborato con Magnum Photos a partire dal 1958.

## Biografia

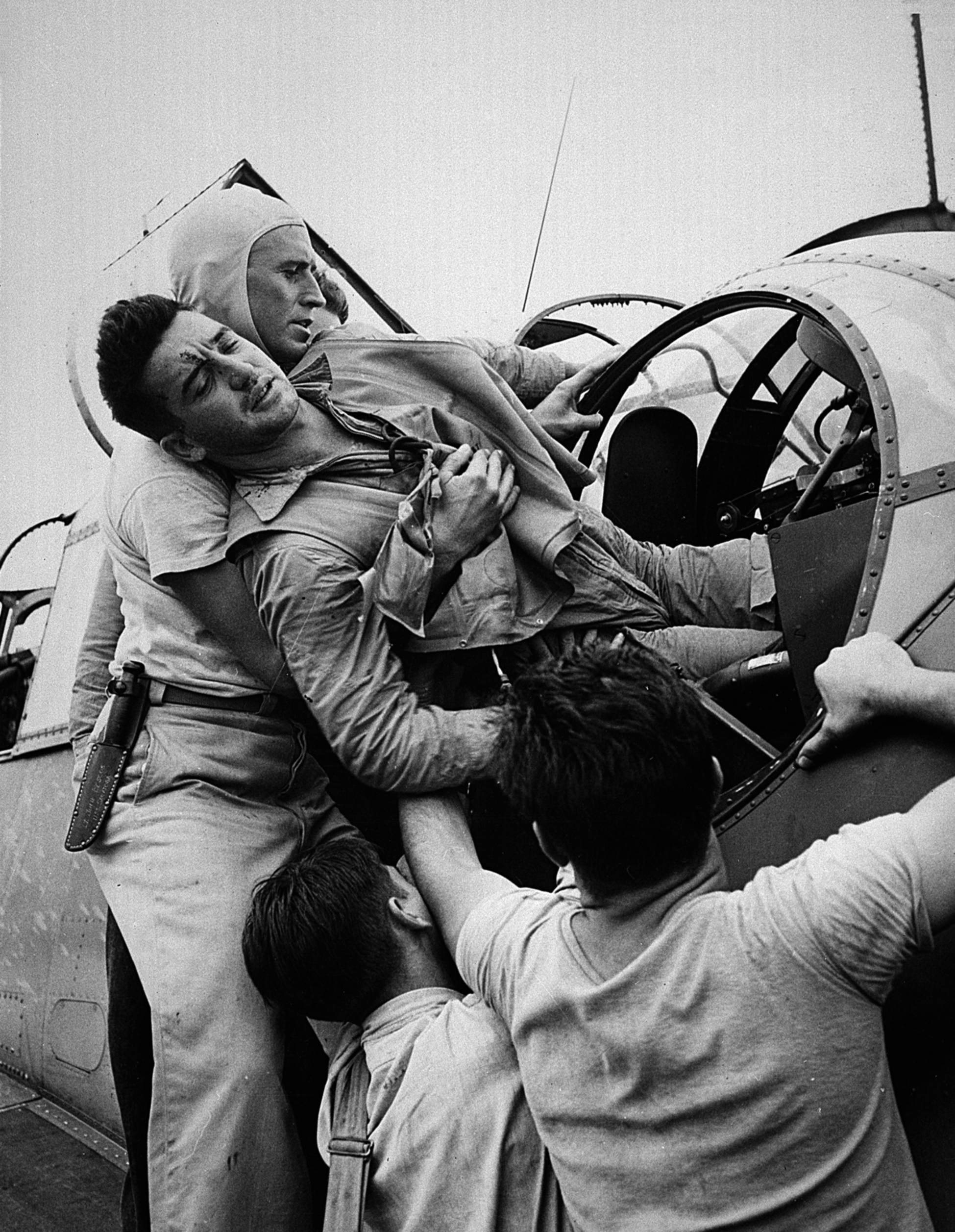
Foto di Wayne F. Miller del novembre 1943 che ritrae un aviatore ferito mentre viene estratto dal suo aereo, un Grumman TBF.

Miller nacque in Chicago, Illinois, figlio di un medico e di un'infermiera, che gli donò una macchina fotografica come regalo per il diploma di scuola superiore. Continuò a studiare da bancario all'Università dell'Illinois a Urbana, lavorando anche come fotografo. Dal 1941 al 1942 studiò alla Art Center School di Los Angeles. Poi si arruolò come tenente nella Marina degli Stati Uniti, dove fu assegnato all'unità fotografica di Edward Steichen nella Seconda Guerra Mondiale. Fu tra i primi fotografi occidentali a documentare la distruzione di Hiroshima.

### Dopo la guerra
Dopo la guerra si trasferì a Chicago. Vinse due Guggenheim Fellowship consecutive nel 1946-1948, lavorando a The Way of Life of the Northern Negro. Quelle immagini furono pubblicate nel suo libro South Side di Chicago, 1946-1948. Quel progetto documentò la migrazione in tempo di guerra degli afroamericani verso nord, in particolare guardando la comunità nera sul lato sud di Chicago, coprendo tutte le emozioni della vita quotidiana. Le persone rappresentate erano per lo più persone normali, ma compaiono alcune celebrità, come Lena Horne, Ella Fitzgerald, Duke Ellington e Paul Robeson.

### Didattica fotografica e riconoscimenti
Miller insegnò all'Institute of Design di Chicago prima di commissionare una casa moderna per la sua famiglia in crescita all'architetto Mario Corbett a Orinda, in California, nel 1953. Fu fotografo freelance per Life e con sua moglie Joan lavorò anche con Edward Steichen come curatore associato per la mostra The Family of Man e il libro di accompagnamento che aprì al Museum of Modern Art di New York nel 1955. Steichen selezionò otto fotografie di Miller, comprese due sulla nascita di suo figlio, per lo spettacolo che girò il mondo e fu visto da oltre 9 milioni di visitatori.
Miller fornì le fotografie per A Baby's First Year (1956) con Benjamin Spock e John B. Reinhart. Intraprendendo un progetto triennale ispirato a La famiglia dell'uomo, fotografò intensamente la sua famiglia. Il libro risultante The World is Young fu pubblicato nel 1958 ed apparì come un saggio di 10 pagine in LIFE (13 ottobre 1958).

### Contributo alla professione
Miller è stato fotografo a contratto per Life e ricoprì la carica di presidente di Magnum Photos dal 1962 al 1966. Fu a lungo membro dell'American Society of Magazine Photographers e fu nominato presidente nel 1954.
Nel 2000 Miller fu insignito della Missouri Honor Medal per il Distinguished Service in Journalism, Missouri School of Journalism, University of Missouri.

### Impegno ambientale
Nel 1970 Miller entrò a far parte della Corporation for Public Broadcasting come direttore esecutivo del Public Broadcasting Environmental Center. Dopo il suo ritiro dalla fotografia nel 1975, ha co-fondato l'organizzazione Forest Landowners of California e lavorò per proteggere le foreste della California, in particolare combattendo le leggi fiscali che incoraggiavano l'abbattimento delle sequoie.

## Morte ed eredità
Miller morì il 22 maggio 2013, nella sua casa di Orinda, in California, all'età di 94 anni, sopravvissuto alla moglie di 70 anni, l'ex Joan Baker (21 gennaio 1921 - 7 marzo 2014), e ai figli Jeanette Miller, David Miller, Dana Blencowe e Peter Miller. Il Wayne Miller Archive si tiene presso il Center for Creative Photography (Università dell'Arizona).

## Pubblicazioni
- Il primo anno di un bambino. New York: Duell, Sloan e Pearce, 1956. Con testo di Benjamin Spock e John B. Reinhart.
- Il mondo è giovane. New York: Ridge Press, 1958.
- South Side di Chicago: – Berkeley: University of California Press, 2000. ISBN 978-0-520-22316-5 .
- A Facilità: Navy Men of World War II . New York: Harry N. Abrams, 2004. ISBN 978-0-8109-4805-1 di Evan Bachner. Con il lavoro di Miller, Horace Bristol, Victor Jorgensen e Barrett Gallagher.
- Fotografie di Chicago: LaSalle Bank Photography Collection. Chicago, Illinois: LaSalle Bank, 2004. ISBN 0-9702452-3-8 di Carol Ehlers. Include lavori di Miller.